# Sorex ugyunak
Sorex ugyunak (мідиця безплідноземна) — вид роду мідиць (Sorex) родини мідицевих (Soricidae).

## Поширення
Країни поширення: Канада, США (Аляска). Основним середовищем існування є тундра, луки з низькою осокою і зарості верби і карликової берези.

## Опис
У свій час, цей вид вважався підвидом Sorex cinereus. Хутро темно-коричневе на спині з сіро-бурими боками і низом. Хвіст блідо-коричневий зверху і світлий знизу зі світло-коричневим кінчиком. Тіло близько 8 см в довжину, включаючи 3 см хвіст. Важить близько 4 грамів.

## Стиль життя
Харчується комахами, дрібними безхребетними і насінням.